# 羅爾沙赫
羅爾沙赫（德語：Rorschach，德語發音：[ˈʁoːɐ̯ˌʃax]）是瑞士聖加侖州的一个市镇，位於該國東北部，面積1.77平方公里，海拔高度400米，2011年人口8,839，四成半人口信奉羅馬天主教，人口密度每平方公里4994人。

## 外部連結
- 官方网站 （页面存档备份，存于） （德文）